# Stenocephalemys albocaudata
Stenocephalemys albocaudata es una especie de roedor de la familia Muridae.

## Distribución geográfica
Se encuentra sólo en Etiopía. 

## Hábitat
Su hábitat natural son: praderas de altura subtropicales o tropicales, montanos,  de  gran altitud, matorrales.